# Xã St. Clair, Michigan
Xã St. Clair (tiếng Anh: St. Clair Township) là một xã thuộc quận St. Clair, tiểu bang Michigan, Hoa Kỳ. Năm 2010, dân số của xã này là 6.817 người.